# بیگدگ
بیگدگ روستایی در دهستان زردبن بخش پیشین شهرستان راسک استان سیستان و بلوچستان ایران است.
ریس شورای بیگدگ عبدالواحد بلقدر 
نائب ریس شورای بیگدگ عبدالصمد شہ بخش 
عضو شورای بیگدگ ساجد شہ بخش 

## جمعیت
بر پایه سرشماری عمومی نفوس و مسکن در سال ۱۳۹۵ جمعیت این روستا ۱۷۱ نفر (۴۶خانوار) بوده‌است.